# Вахрушево (Верховазький район)
Ва́хрушево (рос. Вахрушево) — присілок у складі Верховазького району Вологодської області, Росія. Входить до складу Нижньо-Вазького сільського поселення.

## Населення
Населення — 24 особи (2010; 31 у 2002).
Національний склад (станом на 2002 рік):
- росіяни — 97 %